# STRAIGHT (CoCoのアルバム)
『STRAIGHT』（ストレート）は、CoCoの3枚目のオリジナル・アルバム。1991年3月21日にポニーキャニオンから発売された。

## 解説
- オリコン最高位9位を記録。2008年7月16日に『STRAIGHT+シングルコレクション』のタイトルで復刻。

## 収録曲
1. なぜ? [4:27]
作詞：和泉ゆかり／作曲・編曲：亀田誠治
2. Live Version [4:17]
作詞：田口俊／作曲：都志見隆／編曲：中村哲
  - 5thシングル。
3. 優しさに帰れない [5:45]
作詞：及川眠子／作曲：山口美央子／編曲：中村哲
4. 行ってしまったバス [3:38]
作詞：森本抄夜子／作曲：いしいめぐみ／編曲：岡本洋
5. Moonlight Express [4:48]
作詞：和泉ゆかり／作曲：木戸やすひろ／編曲：中村哲
6. 夢の永遠 [4:00]
作詞：及川眠子／作曲：菅井えり／編曲：岡本洋
7. サーカス・ゲーム [3:45]
作詞：森本抄夜子／作曲：寺坂英人／編曲：有賀啓雄
8. 気まぐれSWING [4:40]
作詞：森本抄夜子／作曲：朝倉紀幸／編曲：有賀啓雄
9. TWO HEARTS [3:23]
作詞：和泉ゆかり／作曲：羽田一郎／編曲：有賀啓雄
10. WEDDING [5:05]
作詞：和泉ゆかり／作曲：渡辺格／編曲：有賀啓雄